# Lakókocsi

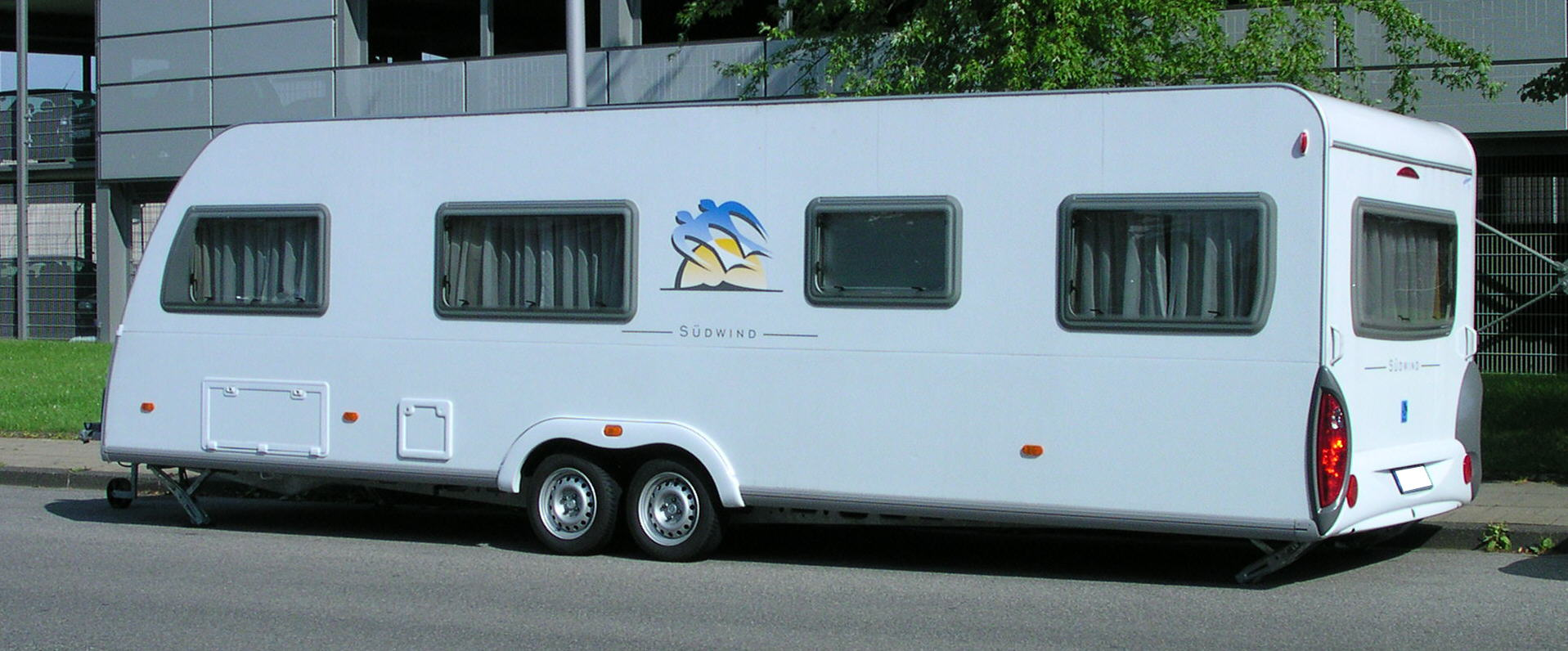
Nagyméretű, ikertengelyes lakókocsi

A lakókocsi olyan lakójármű, amely önerejéből nem, csupán valamely vonójárműre kapcsolva, vontatmányként képes hosszabb távú helyváltoztatásra. Jellemzően szabadidős tevékenységek céljára használják a lakókocsit, ezért van benne konyha, wc, hálóhely, mosogató, zuhany.
Méretüket a gyártók általában a hasznos lakótér cm-ben kifejezett számával jelzik, melyek visszaköszönnek a megnevezésekben is (pl. Camper 450 DB). A kisebb és közepes méretű lakókocsik egytengelyesek, a nagyobb és ezáltal nehezebb kocsik két(iker)tengelyesek, melyeket jellemzően középen és egymás mellett, kormányzatlanul helyeznek el. Nagyobb, amerikai gyártású lakókocsiknál a három tengely (tridem) sem ritka. Nagyobb terhelhetőségű (ipari lakókocsi) példánynál előfordul, hogy elöl forgózsámolyos kivitelű, kormányzott tengely található rajta.
Az utóbbi években rengeteget fejlődött ez az iparág is, amely a lakójárművek, így a lakókocsik felszereltségén is tetten érhető. Manapság az általános felszereltséghez tartozik a szabadidős lakókocsiknál a beépített frissvíz-tartály vízpumpával, mosogató és mosdó, illetve zuhany. A beépített WC is megtalálható, amely könnyen kezelhető, tartályos (’kazettás’) kivitelű. Egyre nagyobb méretű, abszorpciós elven működő hűtők ügyelnek az ételekre. A körülményektől függően ezek a hűtők hálózati áramról, 12V-ról és gázüzemről (propán, propán-bután) is képesek működni. Megfelelő csatlakozók, illetve bekötés esetén menet közben a vonójármű is képes táplálni árammal, megakadályozva így a benne elhelyezett élelmiszerek felmelegedését. A konyha szerves része a többégőfejes gázfőzőlap, mely nemcsak főzésre is alkalmas. A mosogató szerves része a konyhapultnak, a hideg-meleg vizes csap segíti a kempingezőket. Hidegebb idő esetén gázfűtés áll a lakókocsizó rendelkezésére, amely körlégbefúvóval kombinálva tökéletesebb légáramlást biztosít.
Egyre gyakoribb, hogy utólag, de már gyárilag is lakókocsimozgató-berendezéssel szerelik fel, amely önálló manőverezésre teszi alkalmassá a lakókocsit, megkímélve a kempingező tulajdonosát az esetleges kézi erővel végzendő mozgatástól.
A felhasználók számának, igényeinek fényében azonos típusok többféle alaprajzzal készülnek. Sokféle berendezési variáció létezik, a franciaágyas kiviteltől az emeletes ágyakig. Legáltalánosabbak a 4–6 alvóhelyes kialakítású modellek.
Az ipari célú lakókocsik főként építkezéseken, építési célokkal összefüggő felhasználásokkal összefüggésben tűnnek fel, szerény belső kiképzéssel. Készülnek lakókocsialapra épített mozgó illemhelyek is, ezekben a wc-k mellett mosdók, és némelyekben zuhanyfülkék is találhatók.